# Sierra de Rubió

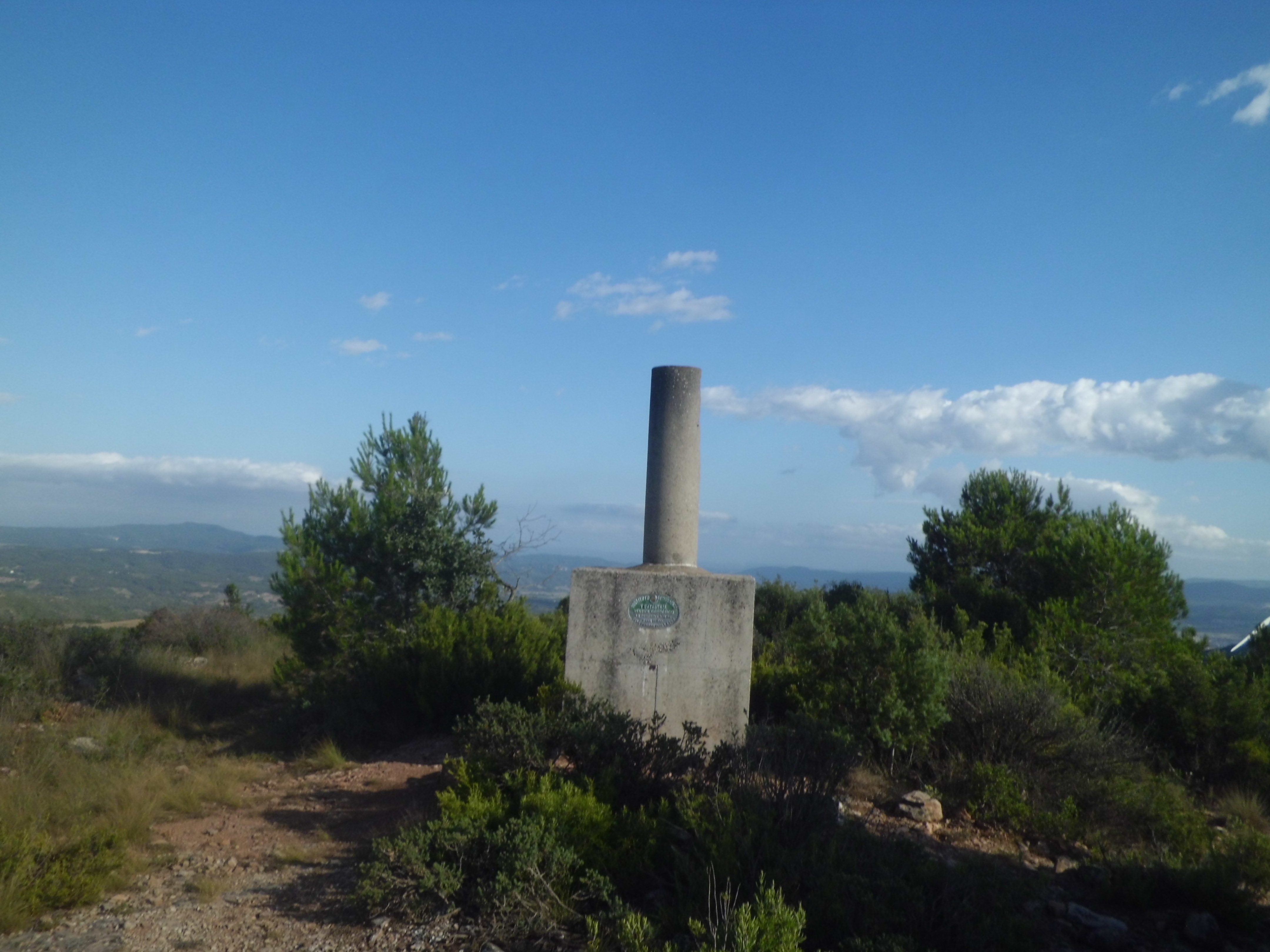
Còpia de Palomes (837), la montaña más alta de la Sierra de Rubió

La Sierra de Rubió (en catalán: Serra de Rubió) es una sierra ubicada en el centro de Cataluña, en el nordeste de España, concretamente entre las comarcas de Noya y el Bages. La cima de más altitud es la Còpia de Palomes, de 837 metros. En la sierra hay un único refugio de montaña, el Refugio Mas del Tronc. La carretera BV-1031 atraviesa la sierra de norte a sur, de Prats del Rey a Igualada.

## Geografía
La Sierra de Rubió separa la Cuenca de Ódena del Altiplano de la Segarra. Esta sierra, de bosques abundantes, culmina a 841 metros de altitud (el límite con el término de Ódena) y sigue su carena la carretera de Igualada a Prats del Rey, que es denominada "les Maioles". La vertiente meridional de la sierra alimenta la Riera de Rubió, que desemboca en el río Noya dentro del término de Jorba; en este sector está el pequeño núcleo de Rubió. La Riera de Masana recoge las aguas de la vertiente norte de la sierra hasta desemocar en la Riera de Rajadell, cuyo caudal desemboca en el Río Cardener, que a su vez desemboca en el Río Llobregat. En la parte más alta de la sierra destaca una pequeña meseta, los Plans de la Coma, que tienen una altitud de 800 a 841 m s. n. m.
| Montañas            | Altitud (m) |
| ------------------- | ----------- |
| Còpia de Palomes    | 837.1       |
| Les Tres Alzines    | 831.0       |
| El Pujol            | 702,5       |
| L'Avellanet         | 782.0       |
| El Morrocurt        | 750.9       |
| Puig de Sant Miquel | 733.0       |
| Turó de Maçana      | 702.5       |

## Parque eólico
En la sierra hay un parque eólico propiedad de Acciona. Está formado por un total de 50 aerogeneradores. En 2005 se instalaron un total de 33 aerogeneradores, que lo convirtieron en el proyecto eólico más importante de Cataluña en aquel momento. Estos aerogeneradores eran capaces de producir energía para 30.000 hogares.
La instalación del parque eólico fue en otoño de 2004, aunque entró en funcionamiento durante la primavera de 2005. El parque eólico está dentro de los términos municipales de Rubió y Castellfullit del Boix. Hacia finales del año 2007 se procedió a la instalación de 17 aerogeneradores más, hasta llegar al número total de 50 que dan al parque una potencia instalada de 75 MW, que permiten abastecer electricidad a 50.000 familias.
Cada aerogenerador tiene 80 metros de altura, con un peso de 195 toneladas y unas palas de fibra de vidrio y poliéster de 37 metros. Esta gran altura hace que se vean a decenas de kilómetros de distancia.

## Clima
El clima de la Sierra de Rubió es un clima mediterráneo continentalizado, con inviernos fríos y los veranos cálidos. El otoño y la primavera son las estaciones más lluviosas, con una precipitación media anual de 550 mm. Las precipitaciones suelen ser escasas y irregulares, y en invierno suelen ser de nieve. 

## Flora y fauna
En cuanto a la flora, la vegetación de la sierra está formada en primer lugar por cuatro subespecies de pino: pino carrasco (Pinus halepensis), el más abundante, presente sobre todo en solanas; pino salgareño (Pinus nigra), especialmente ubicado en umbríos y en el fondo de los valles; pino silvestre (Pinus sylvestris), también ubicado en umbríos y en el fondo de los valles, aunque de extensión sensiblemente menor a la del pino salgareño; y pino piñonero (Pinus pinea), ubicado en algunas solanas aunque de extensión sensiblemente menor a la del pino carrasco. Asimismo, hay también robles y encinas, así como varios matorrales, entre los que destacan el romero (Salvia rosmarinus) y el brezo (Erica). En julio de 1986, un incendio calcinó la mayor parte de los bosques de la sierra, aunque actualmente el bosque ha recuperado su antigua extensión en la mayoría de lugares. Aún hoy quedan rastros de este incendio en la corteza de los árboles más viejos. 
En cuanto a la fauna, las especies de mamíferos más abundantes en la sierra son el corzo (Capreolus capreolus) y el jabalí (Sus scrofa), aunque también destaca la presencia del zorro rojo, el conejo de monte (Oryctolagus cuniculus), la liebre europea (Lepus europaeus) y la ardilla roja (Sciurus vulgaris).